# Emily Blunt
Emily Olivia Laura Blunt (sinh ngày 23 tháng 2 năm 1983) là một nữ diễn viên người Anh. Cô là chủ nhân của nhiều giải thưởng gồm một giải Quả cầu vàng và một giải SAG, kèm theo nhiều đề cử gồm một đề cử giải Oscar và bốn đề cử giải BAFTA. Forbes đã xếp hạng cô là một trong những nữ diễn viên có thù lao cao nhất thế giới năm 2020.
Blunt bắt đầu sự nghiệp diễn xuất vào năm 2011 trong vở kịch The Royal Family và qua vai diễn Catherine Howard trong loạt phim truyền hình ngắn Henry VIII (2003). Bộ phim điện ảnh đầu tiên mà cô tham gia là My Summer of Love (2004). Đến năm 2006, Blunt có hai vai diễn đột phá trong phim truyền hình Gideon's Daughter và phim điện ảnh Yêu nữ thích hàng hiệu. Bộ phim truyền hình Gideon's Daughter đã giúp cô thắng giải Quả cầu vàng cho nữ diễn viên truyền hình phụ xuất sắc nhất. Danh tiếng của cô ngày càng tăng cao với những vai chính trong bộ phim tiểu sử The Young Victoria (2009), bộ phim hài lãng mạn Salmon Fishing in the Yemen (2011), các bộ phim khoa học viễn tưởng Bản đồ định mệnh (2011), Looper (2012) và Cuộc chiến luân hồi (2014), và phim nhạc kịch Khu rừng cổ tích (2014).
Blunt nhận được nhiều lời khen ngợi nhờ hóa thân vào vai một đặc vụ FBI nguyên tắc trong bộ phim hình sự Ranh giới (2015), một kẻ nghiện rượu trong bộ phim tâm lý giật gân Cô gái trên tàu (2016), và một người mẹ với khả năng sinh tồn trong bộ phim kinh dị của chồng cô, John Krasinski, Vùng đất câm lặng (2018), vai diễn đã mang về cho cô một giải SAG dành cho Nữ diễn viên phụ xuất sắc. Sau đó, cô đã góp mặt trong phần hậu truyện Mary Poppins trở lại (2018) và Vùng đất câm lặng: Phần II (2021), bộ phim phiêu lưu kỳ ảo Jungle Cruise (2021), và loạt phim truyền hình ngắn mô phỏng miền Viễn Tây, The English (2022). Màn hóa thân của cô trong vai Katherine Oppenheimer trong bộ phim tiểu sử giật gân của Christopher Nolan, Oppenheimer (2023) đã giành về cho cô một đề cử giải Oscar cho nữ diễn viên phụ xuất sắc nhất.
Blunt đã làm việc với Viện Nói lắp Hoa Kỳ từ năm 2006 để giúp trẻ em khắc phục tình trạng nói lắp thông qua các nguồn tài liệu giáo dục và nâng cao nhận thức về thực tế của tình trạng này. Cô nằm trong ban giám đốc của viện và tổ chức một buổi tiệc để gây quỹ học bổng trị liệu ngôn ngữ cho trẻ em và người lớn.

## Thời thơ ấu
Emily Olivia Laura Blunt sinh ra ở Luân Đôn vào ngày 23 tháng 2 năm 1983. Cô là người con thứ hai trong gia đình có bốn anh chị em, cô là con của một cựu diễn viên và giáo viên dạy tiếng Anh, Joanna Mackie, và một luật sư cấp cao, Cố vấn của Nữ hoàng, Oliver Blunt. Mẹ của cô đã từ bỏ diễn xuất để trở thành bà mẹ toàn thời gian trước khi Blunt bắt đầu đi học.  Blunt tự miêu tả bản thân là một đứa trẻ "lạ lùng và nhút nhát."  Thời thơ ấu, cô bắt đầu gặp khó khăn với tật nói lắp, thứ được cô miêu tả là làm suy yếu và "như một kẻ mạo danh trong cơ thể bạn." Sợ hãi việc nói chuyện, Blunt dành nhiều thời gian quan sát mọi người như một trò chơi tỉ mỉ. Cô nói lắp nặng nhất từ năm bảy tuổi cho đến năm mười bốn tuổi. Cô nhớ ơn người giáo viên đã khuyến khích cô diễn những vở kịch của lớp dùng những giọng nói khác với của bản thân, việc này đã giúp cô giải phóng bản thân và nói chuyện lưu loát, và cho cô sự tự tin để tiếp tục, cuối cùng khám phá ra tình yêu dành cho diễn xuất. Blunt nói rằng tật nói lắp của cô đã giảm đi nhiều khi trưởng thành, nhưng thỉnh thoảng cô vẫn còn nói lắp khi cảm thấy căng thẳng. Cô theo học trường Hurtwood House, một trường dự bị nội trú ở Surrey nổi tiếng với chương trình đào tạo biểu diễn nghệ thuật. Sau khi trình diễn ở một vở kịch của trường ở Lễ hội Edinburgh, Blunt được phát hiện và ký hợp động với một người quản lý. Cô đã hoàn thành những kỳ thi ở trường và bắt đầu đi thử vai.

## Sự nghiệp

### 2001 - 2004: Khởi đầu sự nghiệp
Vào tháng 11 năm 2001, Emily có vai diễn chính thức đầu tiên năm 18 tuổi trong vở kịchThe Royal Family của đạo diễn Peter Hall do nhà hát West End sản xuất, cô vào vai cháu gái của Judi Dench. Vở kịch đã được nhà phê bình phim Tom Keatinge ca ngợi, "Sự chỉ đạo của Peter Hall kết hợp với sự bày trí hoành tráng của Anthony Ward đã biến The Royal Family thành một đêm tuyệt vời để giải trí", và "vở kịch đã mang đến những diễn xuất tuyệt vời, với những màn thể hiện nặng ký của cả dàn diễn viên." Emily đã được vinh danh là "Diễn viên mới xuất sắc" bởi tờ báo Evening Standard cho diễn xuất của mình. Cô tiếp tục diễn xuất trong vai Eugenie trong vở kịch Vincent in Brixton của Nicholas Wright tại Nhà hát Quốc gia, và Juliet trong vở kịch Romeo and Juliet do Indhu Rubasingham sản xuất tại Nhà hát Chichester Festival, cả hai vở kịch đều vào năm 2002. Năm 2003, Emily lần đầu xuất hiện trên truyền hình trong bộ phim Boudica, phim kể về cuộc đời của nữ chiến binh thời trung cổ người Celt, người đã chiến đấu chống lại người Roma. Cùng năm đó, cô được khen ngợi nhờ vai diễn Nữ hoàng Catherine Howard của thế kỷ thứ 16 trong bộ phim truyền hình dài 2 tập Henry VIII.
Năm 2004, Emily nhận được nhiều sự chú ý nhờ vai Tamsin trong bộ phim độc lập của Anh My Summer of Love, phim kể về cuộc tình của 2 cô gái trẻ đến từ 2 tầng lớp xã hội khác nhau trong bối cảnh miền quê nước Anh. Đạo diễn Pawel Pawlikowski đã đánh giá cao Emily và bạn diễn Natalie Press trong một cuộc phỏng vấn "Cả Natalie và Emily đều rất thuần khiết và khác biệt, một điều hiếm thấy hiện nay. Họ tránh xa những thứ hiển nhiên, và có khả năng thể hiện những trạng thái phức tạp và tương phản. Hơn hết thảy, họ tràn đầy năng lượng và là chìa khóa của bộ phim." Nhà phê bình James Berardinelli của ReelViews đã khen ngợi bộ phim, gọi nó là "viên đá quý" bị "sự cường điệu" của những bom tấn Hollywood nuốt chửng, và chỉ ra rằng, "Cả Natalie Press và Emily Blunt [...] đều xuất sắc. Họ dễ dàng thành công trong việc lột tả sự thay đổi bản ngã, sử dụng cả ngôn ngữ lời nói và không lời để biểu lộ cảm xúc. Họ hiểu rõ nhân vật của mình và dùng tài năng để làm sống dậy nhân vật." Emily đã nhận giải British Film Award của Evening Standard cho Diễn viên mới triển vọng cùng với Press..

### 2005 - 2010:The Devil Wears Pradavà bước đột phá trong sự nghiệp
Emily tham gia vào bộ phim truyền hình tâm lý của Anh Gideon's Daughter bên cạnh Bill Nighy và Miranda Richardson, biên kịch và đạo diễn bởi Stephen Poliakoff, cô vào vai cô con gái duy nhất của Gideon Warner, một phát ngôn viên của Công đảng, thể hiện bởi Bill Nighy. Bộ phim ra mắt tại Liên hoan phim Quốc tế Hamptons vào năm 2005, và được phát sóng trên truyền hình Anh vào tháng 2 năm 2006. Được ca ngợi nhờ "diễn xuất chân thực," Emily chiến thắng giải Quả cầu vàng tại hạng mục Nữ diễn viên phụ xuất sắc trong Series, Miniseries hoặc Phim truyền hình.
Sau đó, cô tiếp tục diễn xuất bên cạnh Meryl Streep và Anne Hathaway trong bộ phim hài The Devil Wears Prada, nói về giới thời trang tại New York City. Emily Blunt vào vai Emily, trợ lý lâu năm của tổng biên tập tạp chí Runway, Miranda Priestly, thể hiện bởi Meryl Streep. Emily và Anne Hathaway được yêu cầu thực hiện một chế độ giảm cân khắc nghiệt cho vai diễn, đến mức Anne Hathaway sau đó tiết lộ rằng họ đã phát khóc. Bộ phim đã gặt hái thành công từ giới chuyên môn lẫn thương mại, thu về 326,551,094 đô. Mặc dù Meryl Streep là người được chú ý nhiều nhất, nhưng Emily cũng giành được nhiều sự khen ngợi, Clifford Pugh của tờ The Houston Chronicle đã khẳng định rằng "[Emily] đã có nhiều câu thoại hay nhất phim và thống lĩnh hầu hết mọi cảnh quay có cô ấy." Emily đã nhận được 1 đề cử BAFTA và 1 đề cử Quả cầu vàng cho giải Nữ diễn viên phụ xuất sắc. Cô cũng được mời tham dự Lễ trao giải Oscar lần thứ 79 và cùng với Anne Hathaway lên trao giải cho hạng mục Phục trang xuất sắc, cả hai đã diễn giống như nhân vật của họ trong phim. Emily tiếp tục tham gia cùng Susan Sarandon trong bộ phim độc lập Irresistible.

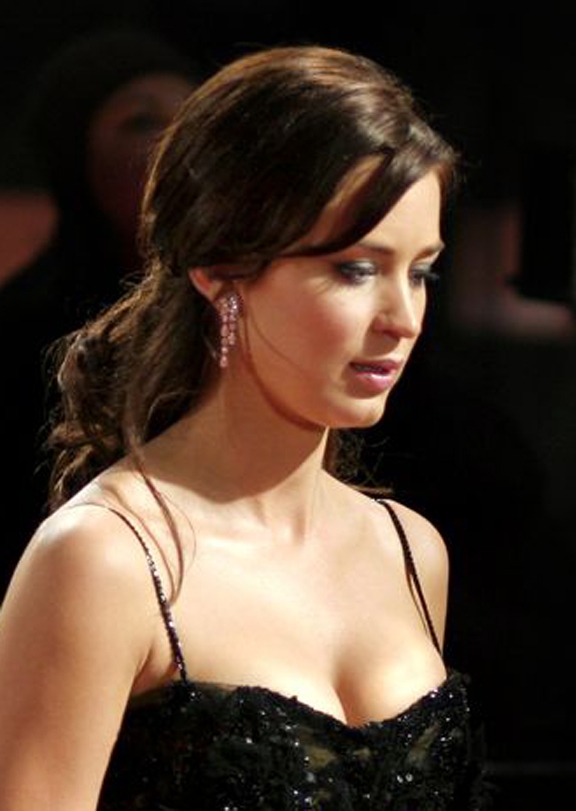
Emily tại Lễ trao giải BAFTA 2007

Sự nghiệp của Emily tiếp tục thăng tiến và năm 2007, cô tham gia 4 bộ phim: bộ phim kinh dị Wind Chill, phim tình cảm lãng mạn The Jane Austen Book Club, phim hài Dan in Real Life, và bộ phim hài tiểu sử Charlie Wilson's War. Năm 2008, Emily diễn xuất trong 2 phim, Sunshine Cleaning trong vai Norah Lorkowski, một cô gái trẻ nổi loạn cùng với chị của mình, Rose, diễn xuất bởi Amy Adams, cùng nhau thành lập một công ty dọn dẹp hiện trường vụ án. Bộ phim ra mắt tại Liên hoan phim Sundance 2008 và nhận được nhiều đánh giá tích cực, đặc biệt là diễn xuất của Amy và Emily. Peter Travers của tạp chí Rolling Stone đã bình luận: "Đây là một bộ phim vui nhộn và cảm động,  nhờ có 2 nữ diễn viên tự tin xóa sạch những thứ sáo rỗng độc hại đã đe dọa xâm nhập vào bộ phim. Adams và Blunt đã hoàn thành xuất sắc công việc." A. O. Scott của tờ The New York Times đồng ý và khẳng định, "Amy Adams và Emily Blunt [...] đã tiếp cận vai diễn của mình với sự sống động và tận tâm..." Emily tiếp tục tham gia bộ phim The Great Buck Howard vào vai Valerie Brennan, cũng được ra mắt cùng dịp với Sunshine Cleaning.
Năm 2009, Emily hóa thân thành Victoria của Anh trong bộ phim độc lập The Young Victoria, đạo diễn bởi Jean-Marc Vallée và biên kịch bởi Julian Fellowes, bộ phim chủ yếu xoay quanh những năm đầu đời và quãng thời gian cai trị của Nữ vương, cũng như cuộc hôn nhân của bà với Albrecht xứ Sachsen-Coburg và Gotha. Emily thừa nhận có rất ít hiểu biết về Nữ vương, nhưng sau khi nhận được lời tư vấn của mẹ, Emily nhận ra Nữ hoàng là một người "ấn tượng" và "có phong thái của một phụ nữ thế kỷ 21." Diễn xuất của Emily đã nhận được sự ngợi ca của giới phê bình và cô đã nhận được 1 đề cử Quả cầu vàng cho giải Nữ diễn viên xuất sắc trong phim chính kịch và đề cử Critics' Choice Awards cho giải Nữ diễn viên chính xuất sắc, bên cạnh nhiều giải thưởng khác. Owen Gleiberman của Entertainment Weekly đã kết luận rằng, "Những hình ảnh của đạo diễn Jean-Marc Vallée có một sự mượt mà và trang trọng, nhưng hình tượng Nữ hoàng không hề bị dát vàng – câu chuyện về một kẻ nắm quyền học cách kiểm soát đám đông, và Blunt đã biến hành trình đó trở nên chân thực và xác đáng."  Cùng năm đó, Emily đã nhận giải thưởng Nghệ sĩ Anh quốc của năm tại BAFTA Britannia Award.
Cô tham gia trong bộ phim kinh dị ngắn Curiosity, và là lựa chọn đầu tiên của đạo diễn Jon Favreau cho vai Black Widow trong Iron Man 2, nhưng vì xung đột lịch trình với bộ phim hài Gulliver's Travels, cô buộc phải nhường lại vai diễn cho Scarlett Johansson. Cô cũng lồng tiếng cho Matilda Mouseling, mẹ của nhân vật tiêu đề trong series truyền hình Angelina Ballerina: The Next Steps. Năm 2010, cô diễn xuất bên cạnh Benicio del Toro và Anthony Hopkins trong bộ phim kinh dị Người sói, một tác phẩm làm lại từ bộ phim kinh điển cùng tên năm 1941. Bộ phim nhận được nhiều phản hồi tiêu cực, và theo tờ Los Angeles Times, là một trong những thất bại phòng vé lớn nhất mọi thời đại. Bộ phim hồi hộp cô diễn cặp cùng Matt Damon,The Adjustment Bureau (2011), lại thành công hơn hẳn; trong phim Emily vào vai 1 diễn viên múa "bị một thế lực bí ẩn chia cắt" khỏi nhân vật của Damon, là một chính trị gia. Bộ phim thu về nhiều nhận xét tích cực, giới phê bình ca ngợi sự ăn ý giữa Emily và Matt. Emily tiếp tục nhận được lời mời vào vai Đặc vụ Peggy Carter trong Captain America: The First Avenger nhưng giống như Iron Man 2, cô lại một lần nữa từ chối.

### 2011 - 2014: Phim khoa học viễn tưởng và phim hài
Năm 2011, Emily tham gia bộ phim hài của Anh Salmon Fishing in the Yemen, đạo diễn bởi Lasse Hallström, cùng tham gia trong phim là Ewan McGregor và Kristin Scott Thomas. Cô vào vai một cố vấn tài chính cần tuyển dụng một chuyên gia về thủy sản, diễn xuất bởi Ewan McGregor, để giúp đỡ một thương gia hồi giáo mang môn thể thao câu cá đến với vùng sa mạc Yemen. Phim ra mắt tại Liên hoan phim Quốc tế Toronto và nhận được nhiều phản hồi tích cực cho diễn xuất của Emily và Ewan. Kenneth Turan của tờ Los Angeles Times nhấn mạnh "Blunt và McGregor là 2 trong số những diễn viên tài năng và quyến rũ nhất ngày nay, có khả năng diễn xuất với một phong cách tuyệt vời..." Vai diễn đã mang về cho Emily một đề cử Quả cầu vàng cho Nữ diễn viên xuất sắc trong phim hài/ca nhạc. Cùng năm đó, Emily có 1 vai khách mời trong The Muppets của Disney, vai nhân viên lễ tân của Miss Piggy; và tham gia trong bộ phim hài tâm lý độc lập Your Sister's Sister, bên cạnh Rosemarie DeWitt và Mark Duplass. Tháng 11 năm 2011, Emily trở thành đại sứ cho nhãn hiệu nước hoa mới của Yves Saint Laurent, Opium.

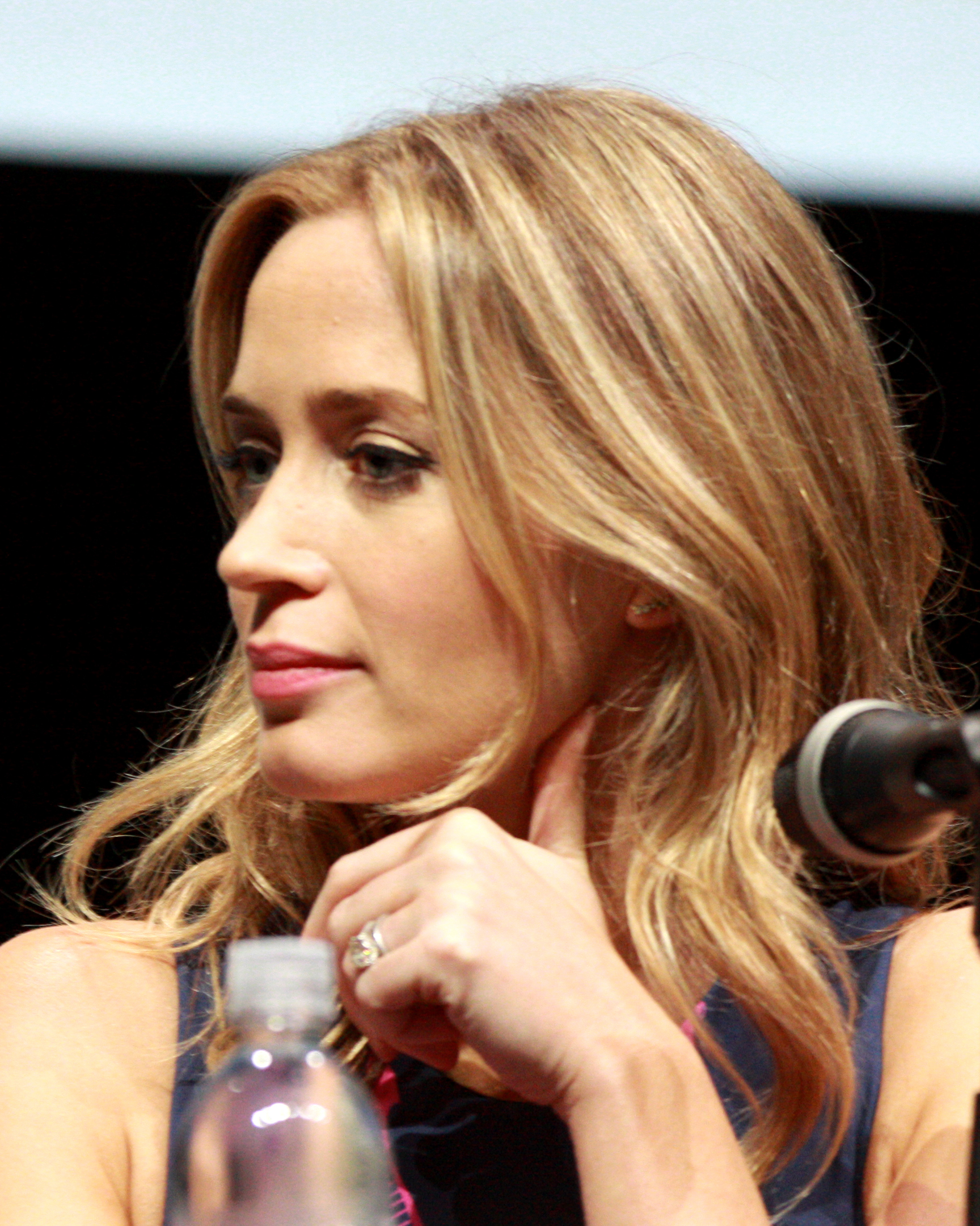
Emily tại San Diego Comic-Con ở Trung tâm Hội nghị San Diego năm 2013.

Năm 2012, Emily tham gia bộ phim hài The Five-Year Engagement cùng Jason Segel, đạo diễn bởi Nicholas Stoller, trong phim cô và Jason Segel vào vai một cặp tình nhân gặp trục trặc tình cảm vì lễ đính hôn của họ luôn bị hoãn lại. Bộ phim nhận được nhận xét tích cực, Elizabeth Weitzman của New York Daily News nhấn mạnh rằng "Blunt chưa từng trông thoải mái như lúc này, sự ăn ý cô và Segel mang lại cảm giác ấm áp." Emily tiếp tục tham gia trong Looper, bộ phim viễn tưởng noir hiện đại đạo diễn bởi Rian Johnson cùng với các bạn diễn Bruce Willis và Joseph Gordon-Levitt. Emily đóng vai Sara, một bà mẹ đơn thân mạng mẽ sống trong một trang trại trồng ngô, gặp gỡ và nảy sinh tình cảm với nhân vật của Joseph Gordon-Levitt. Bộ phim được chọn công chiếu mở màn tại Liên hoan phim Quốc tế Toronto, và nhận được nhiều lời khen ngợi. Todd McCarthy của The Hollywood Reporter công nhận Emily đã, "thể hiện một cách đầy ấn tượng cả mặt mạnh mẽ lẫn yếu đuối của Sara." Cùng năm đó, Emily cũng tham gia bộ phim hài tâm lý Arthur Newman cùng với Colin Firth, vào vai cô nàng rắc rối Charlotte, đang cố trốn chạy khỏi quá khứ. Bộ phim nhận được nhiều phản ứng trái chiều và tiêu cực.
Năm 2014, Emily đóng cặp với Tom Cruise trong Cuộc chiến luân hồi, bộ phim chuyển thể từ tiểu thuyết của Nhật All You Need Is Kill của tác giả Hiroshi Sakurazaka. Emily vào vai Rita Vrataski, một chiến binh của Lực lượng Đặc biệt với nhiệm vụ huấn luyện nhân viên quan hệ công chúng, diễn xuất bởi Tom Cruise chống lại sự xâm chiếm của sinh vật ngoài hành tinh. Emily đã phải tập luyện 3 tháng cho vai diễn, "mọi thứ từ tập thể hình cho đến chạy nước rút, yoga, tập đi dây trên không và thể dục dụng cụ." và học võ Krav Maga. Bộ phim thu về thành công thương mại, doanh thu 370,541,256 đô, lẫn đánh giá tích cực từ giới phê bình. Nhiều nhà phê bình đã nhấn mạnh về sự khác biệt trong cách thể hiện nhân vật của Emily, Justin Chang của Variety viết, "Blunt đã rất thận trọng, tràn đầy năng lượng và cảm xúc cho một vai diễn không cần quá nhiều sự cố gắng." Vai diễn đã mang về cho Emily một giải thưởng Critics' Choice Movie Award ở hạng mục Nữ diễn viên chính xuất sắc trong phim hành động. Phần tiếp theo của bộ phim đang được thực hiện, Emily và Tom Cruise được mong đợi sẽ trở lại.
Emily tiếp tục vào vai vợ của Người làm bánh trong bộ phim chuyển thể từ vở nhạc kịch cùng tên, Into the Woods của hãng phim Walt Disney, đạo diễn bởi Rob Marshall cùng dàn diễn viên nổi tiếng James Corden, Anna Kendrick, Chris Pine, và bạn diễn của Emily trong The Devil Wears Prada, Meryl Streep trong vai Phù thủy. Trớ trêu thay, trong lúc ghi hình Emily lại mang thai trong khi nhân vật của cô lại không có khả năng có con. Phim đạt được thành công về mặt thương mại và nhận được nhiều phản hồi tích cực, Emily cũng được khen ngợi về diễn xuất và khả năng ca hát. Lou Lumenick của tờ The New York Post cho rằng Emily là một trong những nữ diễn viên xuất sắc nhất năm, trong khi Richard Corliss của Time nhấn mạnh rằng "Khi Blunt xuất hiện trên màn ảnh, khu rừng như sống dậy với phép thuật từ những mảnh ghép của câu chuyện cổ tích..." Emily đã nhận được một đề cử Quả cầu vàng cho Nữ diễn viên xuất sắc trong phim hài/ca nhạc.

### 2015 - hiện nay: Nữ diễn viên thành công

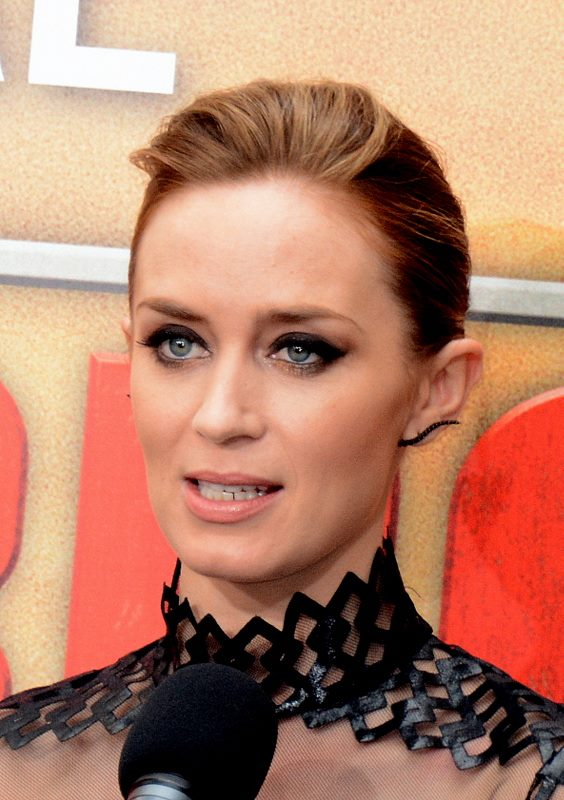
Emily tại buổi công chiếu Cuộc chiến luân hồi ở Pháp năm 2014.

Năm 2015, Emily tham gia bộ phim hình sự giật gân Ranh giới, đạo diễn bởi Denis Villeneuve cùng các bạn diễn Benicio del Toro và Josh Brolin. Emily vào vai Kate Macer, một đặc vụ FBI nguyên tắc được giao nhiệm vụ đánh hạ thủ lĩnh của một băng đảng buôn ma túy lớn tại Mexico. Bộ phim được chọn tham gia tranh giải Cành cọ vàng tại Liên hoan phim Cannes 2015 và nhận được nhiều lời khen ngợi. Diễn xuất của Emily cũng được đánh giá cao, được Dan Jolin của tạp chí Empire nhận xét là "đa diện" và nói rằng "Sự quyết tâm của cô ấy đã biến thành nỗi thống khổ," trong khi Peter Bradshaw của The Guardian cho rằng nhân vật của cô thật đáng kinh ngạc, ông đã khen ngợi Emily vì đã "lỳ lợm đương đầu với mọi sự vô lý, bằng lối diễn tập trung và trực diện." Emily đã nhận được đề cử Critics' Choice Awards thứ 2 cho Nữ diễn viên xuất sắc trong phim hành động.
Năm 2016, Emily cùng Chris Hemsworth, Charlize Theron và Jessica Chastain tham gia The Huntsman: Winter's War, bộ phim vừa là tiền truyện vừa là hậu truyện của Snow White and the Huntsman. Đạo diễn bởi Cedric Nicolas-Troyan, bộ phim vừa thất bại ở phòng vé vừa bị các nhà phê bình chê bai. Emily sau đó được chọn cho vai chính trong The Girl on the Train, bộ phim chuyển thể từ cuốn tiểu thuyết ăn khách cùng tên của Paula Hawkins, đạo diễn bởi Tate Taylor, cùng với sự tham gia của Luke Evans, Rebecca Ferguson, và Justin Theroux. Emily đóng vai Rachel, một người phụ nữ nghiện rượu đã li dị chồng đang bị tình nghi là thủ phạm của một vụ mất tích. Mặc dù giới phê bình đưa ra nhiều phản ứng trái chiều, cho rằng bộ phim đã thất bại trong việc chuyển thể tiểu thuyết lên màn ảnh, nhưng diễn xuất của Emily đều được thống nhất là xuất sắc. Peter Travers của Rolling Stone nhấn mạnh, "bộ phim có tiết tấu gấp gáp hơn so với truyện, nhưng Blunt đã đắm chìm vào một nhân vật say xỉn không tỉnh táo và có khả năng là kẻ giết người và cô ấy đã biến Cô gái đó thành người dẫn dắt câu chuyện." Vai diễn trong The Girl on the Train đã mang về cho Emily một đề cử Screen Actors Guild (SAG) và một đề cử BAFTA cho Nữ diễn viên chính xuất sắc.

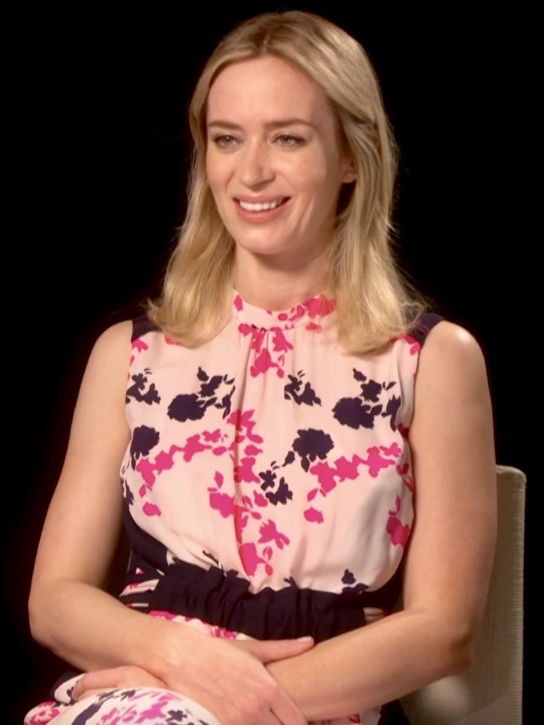
Emily năm 2018.

Trong năm 2017, Emily chỉ tham gia lồng tiếng cho 2 bộ phim hoạt hình là My Little Pony: The Movie và Animal Crackers. Đến năm 2018, cô trở lại màn ảnh cùng chồng của mình là John Krasinski trong bộ phim kinh dị A Quiet Place, xoay quanh một gia đình phải học cách sinh tồn để trốn thoát khỏi một sinh vật nguy hiểm săn mồi bằng tiếng động. Ban đầu cả John và Emily đều không hề dự định sẽ cùng nhau tham gia bộ phim; nhưng sau khi đọc kịch bản, Emily đã thuyết phục John cho cô đóng vai chính. A Quiet Place được công chiếu vào đêm mở màn của Liên hoan phim South by Southwest và thu về nhiều lời khen ngợi về mặt chuyên môn. Eric Kohn của IndieWire vỗ tay khen ngợi dàn diễn viên vì đã mang lại "sự căng thẳng tuyệt vời cho những cảnh quay với một sự tinh tế hiếm có đối với thể loại phim này," trong khi Laura Prudom của IGN viết rằng, "Đặc biệt là Blunt, cô ấy bị đặt vào những tình huống trớ trêu một cách gần như là nực cười, nếu như không có một màn diễn xuất vô cùng thuyết phục như vậy."
Cùng năm đó, Emily hóa thân thành nhân vật cùng tên (vai diễn trước đây được thể hiện bởi Julie Andrews) trong bộ phim nhạc kịch thần thoại Mary Poppins Returns được đạo điễn bởi Rob Marshall, bộ phim là hậu truyện của bản phim năm 1964. Viết cho tờ Variety, Owen Gleiberman đã gọi Emily là "hoàn hảo trên mọi khía cạnh" và nói thêm rằng cô đã "sống trong tinh thần của Mary Poppins một cách đầy mê hoặc, và trong âm nhạc, cô ấy đã tạo nên ánh hào quang của riêng mình." Emily đã nhận được 2 đề cử SAG Awards cho các vai diễn trong A Quiet Place và Mary Poppins Returns, cũng như đề cử Quả cầu vàng thứ 6 trong sự nghiệp cho Mary Poppins Returns. Năm 2020, Blunt làm khách mời trong loạt phỏng vấn Some Good News của chồng cô, đăng tải trên Youtube trong đại dịch COVID-19. Cô tham gia bộ phim tình cảm lãng mạn Wild Mountain Thyme – dựa trên vở kịch  Outside Mullingar của John Patrick Shanley. Vai diễn yêu cầu cô phải nói giọng Ai-len; cả bộ phim lẫn giọng nói của cô đều không được đánh giá cao. Cùng năm đó, Forbes xếp cô đứng hạng sáu trong số những nữ diễn viên có thù lao cao nhất thế giới, với thu nhập hàng năm là 22.5 triệu đô la Mỹ.
Blunt một lần nữa hóa thân vào vai diễn trong hậu truyện của bộ phim kinh dị A Quiet Place Part II (2021), phim đã được ra sau một năm bị trì hoãn vì đại dịch COVID-19. Phim trở thành một trong những bộ phim lớn của Hollywood được chiếu tại rạp kể từ khi đại dịch bùng phát. Peter Bradshaw đã bày tỏ tiếc nuối rằng Blunt "xuất chúng" không có đủ thời lượng. Cùng với phần đầu tiên, phim cũng gặt hái được thành công thương mại. Cuối năm đó, Blunt tham gia cùng Dwayne Johnson trong bộ phim phiêu lưu Jungle Cruise, dựa trên eponymous amusement ride. Phim được phát hành đồng thời tại rạp và trực tuyến trên Disney+ Premier Access. Jeannette Catsoulis của tờ The New York Times không thích bộ phim và cho rằng "kể cả khi Emily Blunt, cố hết mình để bắt chước lại Katharine Hepburn, cũng không thể giữ cho con thuyền thủng đáy này nổi lên." Năm tiếp theo, Blunt vào vai một người mẹ đi báo thù trong loạt phim truyền hình ngắn tập The English, một tác phẩm miền viễn tây của đạo diễn Hugo Blick. Các nhà phê bình đã rất ấn tượng với diễn xuất của cô. Lucy Mangan của tờ The Guardian đã phát biểu, "Blunt đạt đến đỉnh cao, mang đến cho chúng ta một người phụ nữ ngoan cường với ý chí không thể khuất phục." Cô đã nhận về một đề cử SAG cho vai diễn.
Trong bộ phim tiểu sử Oppenheimer (2023) của Christopher Nolan, diễn xuất bên cạnh Cillian Murphy vai J. Robert Oppenheimer, Blunt hóa thân vào người vợ của nhà khoa học cùng tên, Katherine, bà từng là một thành viên của Đảng Cộng sản Hoa kỳ. Cô đã cắt giảm thù lao cho phim, chỉ nhận về 4 triệu đô thay vì 10 - 20 triệu đô như thường lệ. Nolan nói rằng ông đã nghĩ về việc "trốn chạy" khỏi nhân vật này khi viết kịch bản vì bà ấy thật "đáng sợ", nhưng Blunt đã thổi hồn vào nhân vật và làm ông ngạc nhiên với cách cô đồng cảm với những phẩm chất tiêu cực của bà; "Không tự phụ, không e sợ sự phỉ báng, không mong muốn kiểm soát sự hiện diện của bà ấy." Bộ phim đã nhận được nhiều sự khen ngợi, mặc dù vẫn có những chỉ trích về cách khắc họa nhân vật nữ. Diễn xuất của Blunt trong phim đã được ca ngợi, và được nhắc đến vì đã nâng tầm những chất liệu ít ỏi mà cô có. Viết cho tờ Empire, Dan Jolin nói rằng Blunt "thoát khỏi nguyên mẫu người vợ cam chịu/ủng hộ chồng với một Kitty Oppenheimer say xỉn nhưng sắc bén xảo quyệt" và đã mang lại "một trong những cảnh phim kích động nhất với màn đối thoại căng thẳng cùng gã luật sư đầu gấu Roger Robb", và Tomris Laffly của The Wrap gọi diễn xuất của cô là "thu hút một cách tinh tế". Blunt một lần nữa nhận về đề cử Quả Cầu Vàng, SAG, và BAFTA, cùng với đề cử Giải Oscar đầu tiên cho Nữ diễn viên phụ xuất sắc. Với doanh thu hơn 950 triệu đô trên toàn thế giới, Oppenheimer trở thành bộ phim có doanh thu cao nhất của Blunt. Phim tiếp theo của cô ra mắt cùng năm đó là bộ phim hình sự Netflix, Pain Hustlers cùng Chris Evans, không được các nhà phê bình đánh giá cao.
Sắp tới Blunt sẽ diễn xuất bên cạnh Ryan Gosling trong bộ phim hành động Kẻ thế thân của đạo diễn David Leitch, và lồng tiếng cho một nhân vật trong bộ phim kỳ ảo có nhân vật hoạt hình sắp ra mắt của Krasinski, IF. Cô cũng sẽ hóa thân thành nữ thám tử tiên phong Kate Warne trong bộ phim chưa được đặt tên, đạo diễn bởi Jaume Collet-Serra, phim cũng sẽ do cô sản xuất.

## Đón nhận
Blunt luôn được xem là một diễn viên linh hoạt và biến hóa trong nhiều dạng vai, bao gồm chính kịch, hài kịch, nhạc kịch, và hành động. The Guardian đánh giá khả năng của cô không bị đóng khung trong một dạng vai diễn, và viết rằng cô là "chuyên gia trong những câu nói nhẹ nhàng có tính toán", ca ngợi "sự thấu hiểu sâu sắc về cách giúp nhân vật nổi bật và ngữ giọng trôi chảy" của cô. Bình luận về khả năng biểu diễn lôi cuốn của cô, Rachel Rosenblint của Elle nói rằng "cô ấy có sở trường chơi những nốt nhẹ nhàng và không lời như một bậc thầy". The New York Times đánh giá Blunt có một "cảm quan cho những điều khác thường và một sự khiêm nhường quyến rũ khi vào vai những người phụ nữ khó ưa" và nhấn mạnh "tinh thần mạo hiểm" của cô với tư cách là một người biểu diễn. Miêu tả những sắc thái của một vai diễn, The Age viết, "Không nghi ngờ gì khi Meryl Streep từng tuyên bố Blunt "một trong vài nữ diễn viên trẻ xuất sắc tôi từng làm việc cùng, có lẽ là xuất sắc nhất". Aaron Hicklin nói trên tờ The Guardian rằng sự nghiệp của Blunt "đã đánh dấu sự thành công trong việc vươn tới những vai diễn mới". The Los Angeles Times đánh giá từ khi bắt đầu sự nghiệp, Blunt "đã luôn sẵn sàng cho mọi thử thách", và nhấn mạnh "sự khéo léo" của cô khi chuyển đổi giữa chính kịch và hài kịch. Screen Rant nói rằng Blunt có "nhiều vai diễn để đời trong tay". Những vai diễn hành động của cô cũng để lại ấn tượng, với tờ Collider viết rằng "minh chứng cho thấy điện ảnh hành động cũng có tiềm năng trở nên cảm xúc và nhân đạo hơn", và cho rằng Blunt là một trong số "người trình diễn hiếm hoi" nổi bật với cả hai vai trò diễn viên và ngôi sao điện ảnh. Vanity Fair bình luận rằng cô đã thể hiện "một chiếc kính vạn hoa của những nhân vật đầy mê hoặc" và nhận thấy một sự "cân bằng tinh tế" khi "một ngôi sao điện ảnh với một diễn xuất đa dạng."

## Hoạt động xã hội
Blunt hỗ trợ kêu gọi và gây quỹ cho Quỹ Malala, một tổ chức phi lợi nhuận ủng hộ giáo dục cho các bé gái, đồng sáng lập bởi Malala Yousafzai. Cô còn làm việc cùng với Family Reach, một tổ chức giúp hỗ trợ tài chính cho những gia đình có người bị ung thư. Blunt cũng đang làm việc cùng Viện Nói lắp Hoa Kỳ kể từ năm 2006 để giúp trẻ em vượt qua được tật nói lắp thông qua nguồn lực giáo dục và nâng cao nhận thức về thực trạng của bệnh. Cô nằm trong ban giám đốc của viện và tổ chức buổi dạ tiệc hàng năm để gây quỹ học bổng trị liệu ngôn ngữ cho trẻ em và người lớn.

## Đời tư

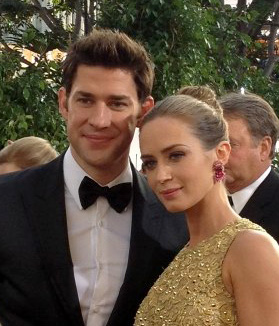
Emily và chồng, John Krasinski, tại Lễ trao giải Quả cầu vàng lần thứ 70 năm 2013.

Emily Blunt từng hẹn hò với ca sĩ người Canada Michael Bublé 3 năm. Họ gặp nhau năm 2005 ở hậu trường lễ trao giải Logie Awards của Úc tại Melbourne. Họ cùng sở hữu một căn nhà ở Vancouver, British Columbia, trước khi chia tay vào năm 2008.
Tháng 11 năm 2008, Emily bắt đầu hẹn hò với nam diễn viên người Boston John Krasinski. Họ đính hôn vào tháng 8 năm 2009, và kết hôn vào tháng 7 năm 2010 tại Como, Italy. Họ có hai con gái Hazel (sinh năm 2014) và Violet (sinh năm 2016).
Anh rể của Emily, Stanley Tucci, là bạn diễn của cô trong bộ phim The Devil Wears Prada. Năm 2012, Tucci kết hôn với chị gái của Emily là Felicity, một nhà đại diện xuất bản văn học. Emily chính là người làm mai cho hai người. Em trai của Emily là Sebastian cũng là một diễn viên. Tháng 8 năm 2015, Emily nhập quốc tịch Mỹ. Hiện cô đang mang cả hai quốc tịch Anh và Mỹ để thuận tiện cho việc đóng thuế và xin visa. Emily nói cô cảm thấy cắn rứt khi đã bỏ đi lòng trung thành duy nhất của mình dành cho Anh Quốc.
Năm 2015, Emily xếp hạng 98 trong danh sách Những người phụ nữ quyến rũ nhất thế giới của FHM.

## Thành tựu diễn xuất và giải thưởng
Theo trang phê bình phim tổng hợp Rotten Tomatoes và trang thống kê doanh thu phòng vé Box Office Mojo, những bộ phim được giới chuyên môn đánh giá cao và thành công thương mại bao gồm của Blunt My Summer of Love (2004), Yêu nữ thích hàng hiệu (2006), Sunshine Cleaning (2008), Your Sister's Sister (2011), Looper (2012), Cuộc chiến luân hồi (2014), Khu rừng cổ tích (2014), Ranh giới (2015), Cô gái trên tàu (2016), Vùng đất câm lặng (2018), Mary Poppins trở lại (2018), Vùng đất câm lặng: Phần II (2021), and Oppenheimer (2023).
Blunt đã nhận được nhiều giải thưởng dành cho các vai diễn trên phim truyền hình, phim điện ảnh và sân khấu kịch, bao gồm một Giải Quả cầu vàng, một Giải Nghiệp đoàn diễn viên màn ảnh, cùng một đề cử Giải thưởng Viện Hàn lâm và bốn đề cử Giải thưởng Điện ảnh Viện Hàn lâm Vương quốc Liên hiệp Anh.
Những đề cử đầu tiên của Blunt cho Diễn xuất đột phá và Nữ diễn viên chính xuất sắc tại Giải thưởng Phim Độc lập Anh quốc nhờ vai diễn trong My Summer of Love (2004) và The Young Victoria (2009). The Young Victoria (2009) cũng giúp cô giành về đề cử Giải Lựa chọn của giới phê bình điện ảnh và Giải Quả cầu vàng dành cho Nữ diễn viên chính xuất sắc. Diễn xuất của cô trong bộ phim của đài BBC năm 2006 Gideon's Daughter đã giúp cô giành chiến thắng Giải Quả cầu vàng cho nữ diễn viên phụ trong loạt truyện ngắn hoặc phim truyền hình xuất sắc nhất. Cô cũng nhận về nhiều đề cử Giải thưởng Điện ảnh Viện Hàn lâm Vương quốc Liên hiệp Anh và Giải Quả cầu vàng cho nữ diễn viên điện ảnh phụ xuất sắc nhất cho vai diễn trong Yêu nữ thích hàng hiệu (2006).
Blunt nhận về ba đề cử Giải Quả cầu vàng cho nữ diễn viên phim ca nhạc hoặc phim hài xuất sắc nhất cho các bộ phim Salmon Fishing in the Yemen (2012), Khu rừng cổ tích (2014) và Mary Poppins trở lại (2018). Mary Poppins trở lại (2018) cũng giúp cô giành về nhiều đề cử Giải Lựa chọn của giới phê bình điện ảnh và Giải SAG cho nữ diễn viên chính xuất sắc nhất. Cô đã chiến thắng giải Giải Lựa chọn của giới phê bình điện ảnh cho vai chính trong phim hành động khoa học viễn tưởng Cuộc chiến luân hồi (2014), và nhận được nhiều đề cử tại hạng mục này nhờ các phim Looper (2012) và Ranh giới (2015). Ranh giới (2015) cũng giành về cho cô một đề cử Giải AACTA.
Màn hóa thân vào vai một kẻ nghiện rượu trong bộ phim tâm lý tội phạm giật gân Cô gái trên tàu (2016) đã giành về cho cô đề cử Giải thưởng Điện ảnh Viện Hàn lâm Vương quốc Liên hiệp Anh và Giải SAG cho nữ diễn viên chính xuất sắc nhất. Nhờ diễn xuất trong bộ phim kinh dị năm 2018 Vùng đất câm lặng, Blunt đã thắng giải Giải SAG cho nữ diễn viên phụ xuất sắc nhất  và nhận được đề cử Giải AACTA. Loạt phim ngắn tập của Amazon Prime Video và BBC giành về cho cô một đề cử Giải Nghiệp đoàn diễn viên màn ảnh cho Nữ diễn viên phụ xuất sắc. Màn hóa thân vào vai Katherine Oppenheimer trong bộ phim tiểu sử giật gân 2023 của Christopher Nolan, Oppenheimer đã thu về Giải Oscar cho nữ diễn viên phụ xuất sắc nhất, BAFTA, Giải BFCA cho nữ diễn viên phụ xuất sắc nhất, Giải Quả cầu vàng và Giải SAG cho nữ diễn viên phụ xuất sắc nhất.